# کرک (گیاهی)

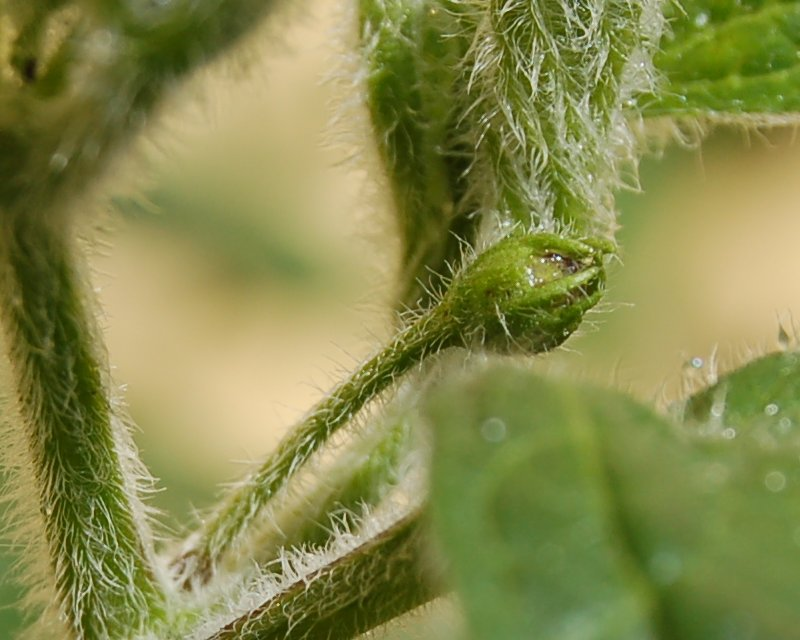
غنچه گلی با کرک‌های زیاد

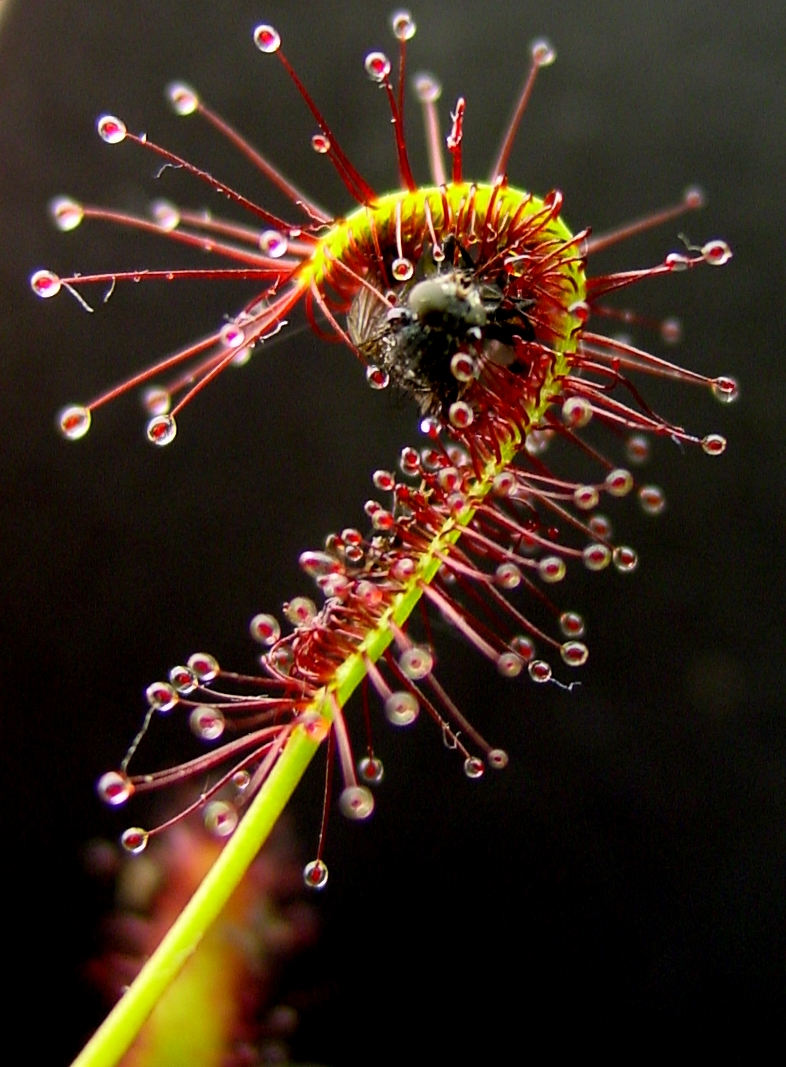

کُرک ها ساختاری روی برگ‌های گیاهان هستند که شبیه موهای کوچکی به نظر می‌رسند که از سطح برگ خارج می‌شوند. کرک‌ها از سلولهای زنده تشکیل شده‌اند که می‌تواند بسیار متفاوت باشند. برخی از کُرک‌ها یک سلول طویل دارند. دیگر کُرک‌ها زنجیره‌ای طولانی از سلول‌ها هستند. آن‌ها ممکن است شاخه‌هایی داشته باشند که باعث می‌شود شبیه ستاره به نظر برسند.
کُرک موجب می‌شود که برگ از نور خورشید درامان بماند. آن‌ها از وزیدن باد زیاد در سطح برگ جلوگیری می‌کنند. این مسئله موجب می‌شود آب زیادی از برگ خارج نشود. حیوانات ممکن است برگهای دارای تریکوم را نخورند چون از مزهٔ آن‌ها خوششان نمی‌آید.
کُرک‌های غده‌ای دارای مواد شیمیایی هستند که با لمس برگ شکسته شده و بیرون می‌ریزند.